# John Coode
John Coode (* um 1648 in Penryn, Cornwall, England; † Februar oder März 1709) war ein englischer Siedler in der Province of Maryland, der dort 1689 die proprietäre Regierung stürzte und dort daraufhin kurzzeitig selbst als Kolonialgouverneur amtierte.

## Leben
John Coode entstammte einer wohlhabenden Familie aus Cornwall und war der zweite Sohn des Juristen John Coode (1622–1713) aus dessen Ehe mit Grace Robins († 1694). Er studierte von 1664 bis 1666 am Exeter College der Oxford University. Um 1668, also etwa als er mit einundzwanzig Jahren volljährig wurde, wurde er anglikanischer Priester. Vier Jahre später, im Jahr 1672, siedelte er sich in der englischen Kolonie Maryland an. Dort war er für einige Zeit als Priester tätig. 1674 gab er sein Amt als Geistlicher auf, um Susannah Slye († 1683), Witwe des Robert Slye († 1671) zu heiraten und fortan als Pflanzer deren Plantage zu bewirtschaften. Seine Braut war die Tochter von Thomas Gerrard, eines in der Kolonie einflussreichen Mannes. Dieser stand in Opposition zu der Familie Calvert (Barons Baltimore), die damals Eigner (Lords Proprietor) der Provinz Maryland war. Die Kolonie war einst von der katholischen Familie Calvert gegründet worden und war zunächst mehrheitlich katholisch. Durch Zuwanderung von Anglikanern und Puritanern änderten sich die Proportionen der Konfessionen zunehmend zu Gunsten der protestantischen Gruppierungen. In der Folge kam es zu mehr und mehr religiösen Spannungen. Vor diesem Hintergrund betrat John Coode nach seiner Hochzeit die politische Bühne Marylands. Als Anglikaner gehörte er der antikatholischen Partei an. Er wurde Offizier der Miliz und Mitglied des kolonialen Parlaments. Außerdem war er als Richter im Saint Mary’s County tätig. Im Jahr 1681 schloss er sich dem früheren Gouverneur Josias Fendall an und beteiligte sich an dessen erfolgloser Rebellion gegen die bestehende Regierung. Welche Rolle Coode bei diesem Aufstand genau spielte ist nicht überliefert. Er gehörte aber offenbar zu Fendalls Anhängern und wurde nach der Niederschlagung der Rebellion verhaftet und seiner Ämter enthoben. Er wurde bald wieder freigelassen, gehörte aber in der Folge mehr denn je zu den entschiedenen Gegnern der Calverts und der Katholiken. Nach dem Tod seiner ersten Gattin hatte er 1685 seine zweite Gattin, Elizabeth, geheiratet.
Mit der Glorious Revolution von 1688 und dem damit verbundenen Sturz des katholischen Königs Jakob II. bekamen die Anhänger Coodes in Maryland Rückenwind aus England. Vor diesem Hintergrund startete John Coode im Jahr 1689 eine neue Rebellion. Er stellte eine 700 Mann starke Streitmacht gegen den Gouverneur William Joseph zusammen und verbreitete das Gerücht der Gouverneur wolle mit Hilfe der Indianer die Protestanten ausrotten. Schließlich wurde Joseph zur Flucht aus der Kolonie gezwungen. Es kam zu einem regelrechten Staatsstreich. Charles Calvert, 3. Baron Baltimore, wurden seine Besitzrechte an Maryland aberkannt und die Ausübung der katholischen Riten wurden dort vorübergehend verboten. Die Lage sollte sich erst 1715 wieder zu Gunsten der Calverts wenden, nachdem diese zum Anglikanismus konvertiert waren. Nach dem erfolgreichen Aufstand ernannte sich John Coode selbst zum neuen Gouverneur von Maryland. Er übte dieses Amt aus, bis er von 1691 bis 1692 eine diplomatische Reise nach England unternahm. In der Zwischenzeit übernahm sein Schwager Nehemiah Blakiston kommissarisch die Ausübung des Gouverneursamtes bis schließlich im April 1692 mit Lionel Copley ein von den neuen Monarchen Wilhelm III. und Maria II. eingesetzter neuer Gouverneur eintraf und eine geordnete Verwaltung der Kolonie wiederherstellte. John Coode war bald mit dessen Amtsführung unzufrieden. In der Folge inszenierte er 1693 und von 1696 bis 1698 zwei weitere Aufstände. 1696 wurde er deshalb aller öffentlichen Ämter enthoben. 1699 wurde er wegen Gotteslästerung angeklagt und verurteilt aber anschließend wegen seiner angeblichen Verdienste um die Revolution von 1689 von Gouverneur Nathaniel Blakiston, dem Neffen seines Schwagers, begnadigt. John Coode starb im Februar oder März 1709. Seine Witwe Elizabeth heiratete 1710 William Hook. Er hinterließ drei Söhne, John, William und Richard, sowie drei Töchter, Winnifred, Anne und Mary.